# Корпиярви (озеро, Кестеньгское сельское поселение)
Ко́рпия́рви — озеро на территории Кестеньгского сельского поселения Лоухского района Республики Карелия.

## Общие сведения
Площадь озера — 2 км², площадь бассейна — 126 км². Располагается на высоте 183,3 метров над уровнем моря.
Форма озера продолговатая, вытянутая с запада на восток. Берега каменисто-песчаные, сильно изрезаны.
С запада в озеро втекает, а с востока вытекает река Корпийоки (в нижнем течении Тухкападук).
В восточной части озера есть единственный остров без названия.
Ближайший населённый пункт — посёлок городского типа Пяозерский — находится в 18 км по дороге местного значения 86К-127 («Автомобильная дорога Р-21 „Кола“ — Пяозерский — граница с Финляндской Республикой») к востоку от озера.
Код водного объекта в государственном водном реестре — 02020000411102000000469.